# Port-vato
Le port-vato est une langue océanienne parlée par 1 300 locuteurs dans le sud-ouest d’Ambrym, au Vanuatu.